# Maiki Abe
Maiki Abe (阿部 真生騎 Abe Maiki?) (17 de enero de 2004, Tokio, Japón) es un piloto de motociclismo japonés que participara en el Campeonato Mundial de Supersport con el equipo VFT Racing Yamaha. Es hijo del fallecido expiloto de 500cc, MotoGP y Superbikes Norifumi Abe.

## Trayectoria
En 2022, Abe fue invitado al VR46 Master Camp un curso intensivo de pilotaje para jóvenes pilotos organizado por Yamaha en el VR46 Motor Ranch de Valentino Rossi. En el curso realizó sesiones de dirt-track y motocross dirigidas por los pilotos de MotoGP, Franco Morbidelli y Marco Bezzecchi. En el quinto y último día del curso, Maiki Abe pudo conocer al astro italiano quien tuviera como ídolo de juventud a su padre y por el cual había puesto en su casco Rossifumi.
En 2023, Maiki Abe hará su debut internacional al correr en el Campeonato Mundial de Supersport con una Yamaha YZF-R6 del equipo italiano VFT Racing Yamaha.

## Estadísticas

### Campeonato Mundial de Supersport

#### Por temporada
| Temp. | Moto          | Equipo            | N.º   | Carreras | Victorias | Podios | Poles | V.Rap. | Pts. | Pos. |
| ----- | ------------- | ----------------- | ----- | -------- | --------- | ------ | ----- | ------ | ---- | ---- |
| 2023  | Yamaha YZF-R6 | VFT Racing Yamaha | 98    | 4        | 0         | 0      | 0     | 0      | 0*   | NC*  |
| Total | Total         | Total             | Total | 4        | 0         | 0      | 0     | 0      | 0    |      |

- * Temporada en curso.

#### Carreras por año
(Carreras en negrita indica pole position, carreras en cursiva indica vuelta rápida)
| Año  | Moto   | 1   | 1   | 2   | 2   | 3       | 3       | 4       | 4      | 5       | 5      | 6   | 6   | 7   | 7   | 8   | 8   | 9   | 9   | 10  | 10  | 11  | 11  | 12  | 12  | Pos. | Pts. |
| Año  | Moto   | R1  | R2  | R1  | R2  | R1      | R2      | R1      | R2     | R1      | R2     | R1  | R2  | R1  | R2  | R1  | R2  | R1  | R2  | R1  | R2  | R1  | R2  | R1  | R2  | Pos. | Pts. |
| ---- | ------ | --- | --- | --- | --- | ------- | ------- | ------- | ------ | ------- | ------ | --- | --- | --- | --- | --- | --- | --- | --- | --- | --- | --- | --- | --- | --- | ---- | ---- |
| 2023 | Yamaha | AUS | AUS | INA | INA | NED DNQ | NED DNQ | SPA Ret | SPA 27 | ITA Ret | ITA 24 | GBR | GBR | ITA | ITA | CZE | CZE | FRA | FRA | SPA | SPA | POR | POR | ARG | ARG | NC*  | 0*   |

- * Temporada en curso.